# Hipospermia

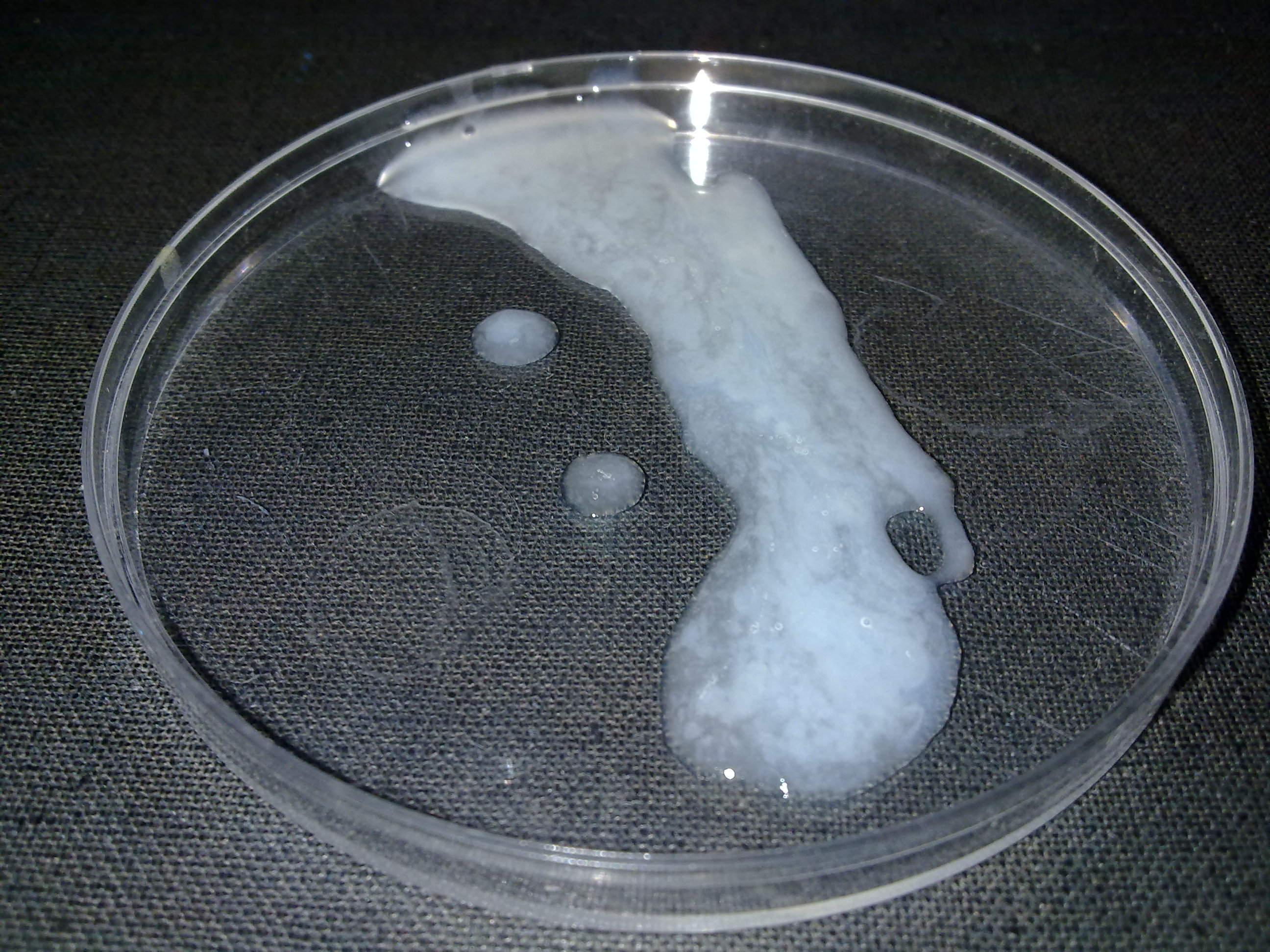
Sêmen em uma placa de petri para exame de fertilidade com microscópio.

Hipospermia é uma condição na qual o volume total ejaculado de sêmen é anormalmente baixo. Em humanos hipospermia é um volume de sêmen menor que 1,5 ml. Alguns laboratórios de fertilidade consideram volume menor que 2ml. É o oposto da hiperspermia. Não deve ser confundido com oligospermia, o que significa baixa contagem de espermatozoides. Esses termos são usados em medicina reprodutiva para avaliar causas de infertilidade.
A ejaculação normal quando um homem está adequadamente excitado está em torno de 1,5 e 6 ml, embora isso varie muito com o humor, a condição física, a hidratação e a frequência de atividade sexual. Deste volume, apenas cerca de 1% em volume são espermatozoides. A hipospermia por si geralmente não causa infertilidade, sendo a oligospermia um fator mais importante.

## Causas
As causas mais comuns são recente atividade sexual, pois o aparelho reprodutor precisa de várias horas para repor o volume ejaculatório, desidratação, pois a maior parte do esperma é água ou consequência de uma vasectomia. Também pode ser causada por um desequilíbrio hormonal, como hipogonadismo, comum em idosos.
As vesículas seminais são as principais contribuintes para volume de sêmen, cerca de 70%, produzindo um líquido com pH básico. A redução do volume ejaculatório e um pH ácido do sêmen pode indicar obstrução das vesículas seminais. Já um líquido com pouca frutose pode indicar problemas na via prostática. A obstrução parcial da uretra também pode causar hipospermia, retendo sêmen, aumentando o risco de uretrite. A obstrução parcial pode causar uma ejaculação retrógrada, em que a maior parte do sêmen vai para a bexiga.
Lesão no sistema nervoso autonômico da pélvis pode impedir os músculos de se contraírem em sincronia gerando a ejaculação. Essas lesões podem ser traumáticas, por diabetes mellitus, por esclerose múltipla, neoplásica ou por problemas vasculares.
Menos frequentemente pode ser um defeito congênito, como nascer sem vesículas seminais ou sem Vas deferens.

## Fatores de risco
Alguns fatores de risco foram associados à hipospermia:
- Idade superior a 30 anos.
- Obesidade.
- Exposição a chumbo, radiação ou outros fatores ambientais.
- Traumas testiculares prévios.
- Tabagismo.
- Abuso de álcool e drogas.
- Estresse e problemas psicológicos.

## Diagnóstico e Tratamento
Uma obstrução da via ejaculatória pode ser diagnosticada com ecografia. Se a obstrução é causada por um tumor como hiperplasia prostática benigna ou câncer de próstata é possível remover o tumor cirurgicamente. Quando o problema são cicatrizes traumáticas é possível ampliar a via ejaculatória com um cateter com balão.. Se o problema é neurológico ou vascular o tratamento depende da causa da lesão aos nervos.
Hidratar-se, repouso várias horas entre relações sexuais e exercícios físicos regulares aumenta o volume e melhora a qualidade do esperma.

## Em outros animais
Entre porcos e javalis a ejaculação normal é de 200ml a 300ml durante 10 a 30 minutos, portanto hipospermia seria menor que 200ml.